# Три Святителя (линейный корабль, 1838)
«Три Святителя» — парусный линейный корабль Черноморского флота Российской империи, находившийся в составе флота с 1838 по 1854 год, участник Крымской войны, в том числе Синопского сражения. Во время несения службы по большей части участвовал в практических плаваниях в Чёрном море и перевозке войск, а во время обороны Севастополя был затоплен на рейде с целью заграждения входа неприятельских судов на рейд.

## Описание корабля
Парусный 120-пушечный трёхдечный линейный корабль. Водоизмещение корабля составляло 4700 тонн, длина между перпендикулярами — 63,4 метра, длина по гондеку — 64,2 метра, ширина — 17,3 метра, а осадка — 7,7 метра. Вооружение корабля по сведениям из различных источников составляли от 120 до 130 орудий, по одним данным они включали девяносто шесть 36-фунтовых и двадцать четыре 24-фунтовых пушек и четыре пудовых «единорога», по другим двадцать восемь 68-фунтовых бомбических орудий, тридцать четыре 34-фунтовые чугунные пушки, тридцать шесть 36-фунтовых и две 24-фунтовых пушко-карронады, шесть 18-фунтовых, две 12-фунтовых и две 8-фунтовых карронады, четыре пудовых «единорога» и один 3-фунтовый фальконет. Экипаж корабля состоял из 981 человека.

## История службы
Линейный корабль «Три Святителя» был заложен 29 декабря 1835 (10 января 1836) года на стапеле Спасского адмиралтейства в Николаеве и после спуска на воду 28 августа (9 сентября) 1838 года вошёл в состав Черноморского флота России. Строительство вёл кораблестроитель полковник Корпуса корабельных инженеров И. Д. Воробьев. В следующем 1839 году корабль перешёл из Николаева в Севастополь.
В кампании 1840—1843 годов в составе эскадр кораблей Черноморского флота принимал участие в практических плаваниях в Чёрном море. В 1843 году помимо практических плаваний с июня по август также находился в составе 4-й дивизии контр-адмирала Ф. А. Юрьева, которая осуществляла перевозку 13-й пехотной дивизии из Севастополя в Одессу, а затем обратно в Севастополь. В кампании 1844, 1845, 1847 и 1849 годов вновь находился в составе практических эскадр в Чёрном море. В течение 1851 года находился в Севастополе, где подвергся капитальному ремонту. 1852 и 1853 годы корабль также провёл в практических плаваниях в Чёрном море, в том числе 10 (22) августа 1853 года принимал участие в гонках кораблей, а во время учебной атаки флота на Севастопольский рейд 12 (24) августа находился на стороне атакующих. В кампанию того же года с 17 (29) сентября по 2 (14) октября в составе эскадры вице-адмирала П. С. Нахимова принимал участие а перевозке войск из Севастополя в Сухум-Кале, так на корабле было перевезено 1369 солдат и офицеров Брестского полка 13-й дивизии.
Принимал участие в Крымской войне, 29 октября (10 ноября) 1853 года под флагом контр-адмирала Ф. М. Новосильского и в составе эскадры под общим вице-адмирала В. А. Корнилова принимал участие в поисках турецкого флота сначала у румелийского, а затем у анатолийского берегов. Найти неприятельские суда не удалось и эскадра, после передачи части кораблей 6 (18) ноября в состав эскадры П. С. Нахимова, 11 (23) ноября вернулась в Севастополь. На следующий день корабль вновь вышел в море уже в составе эскадры под общим командованием контр-адмирала Ф. М. Новосильского. Эскадра вышла с целью усиления эскадры П. С. Нахимова, которая блокировала турецкий флот в Синопе. Через четыре дня 16 (28) ноября эскадры соединились, а ещё через два дня состоялось Синопское сражение.

### «Три Святителя» в Синопском сражении
В сражение «Три Святителя» входил в составе левой колонны за кораблём «Париж». Совместно с кораблем «Ростислав» начал перестрелку с фрегатами «Каиди-Зефер» и «Низамие», однако во время боя на корабле турецким ядром перебило шпринг и его развернуло под огонь береговой батареи № 6. После того, как под командованием мичмана П. Н. Варницкого был завезен новый верп, корабль удалось развернуть и поставить на исходную позицию. После чего артиллерийским огнём «Три Святителя» вынудил турецкий «Каиди-Зефер» выброситься на берег.
За четыре часа Синопского сражения корабль сделал 1923 выстрела. Потери экипажа во время боя составили восемь человек убитыми и 18 ранеными, включая мичмана П. Н. Варницкого, а сам корабль получил 48 пробоин корпуса, повреждения кормы, всех мачт и бушприта.
За участие в сражении командир корабля капитан 1-го ранга К. С. Кутров был награждён орденом Святого Владимира III степени с мечами и годовым окладом жалования, а мичман П. Н. Варницкий — орденом Святой Анны III степени с бантом и годовым окладом жалования, а также 18 (30) декабря 1853 года был произведён в лейтенанты со старшинством с 18 (30) ноября.

### После Синопского сражения
После сражения 22 ноября (4 декабря) корабль пришёл в Севастополь, причём из-за полученных повреждений часть пути он находился на буксире у пароходофрегата «Херсонес». В апреле следующего 1854 года был поставлен у входа в Южную бухту. Во время обороны Севастополя 11 (23) сентября 1854 года «Три Святителя» был затоплен у входа на Севастопольский рейд, для заграждения входа в бухту. Для затопления корабля в его днище были прорублены отверстия, однако он погружался очень медленно, в связи с чем пароходофрегат «Громоносец» сделал несколько выстрелов ниже ватерлинии. 

9 часов. Ветер тихий, ясно. В начале часа по приказанию контр-адмирала Вукотича пароход «Громоносец» сделал по кораблю 27 выстрелов. В 1 час дня корабль «Три Святителя» пошел ко дну с орудиями, рангоутом, порохом и морскою провизиею— Шканечный журнал линейного корабля «Три Святителя»
В конце концов корабль затонул на глубине 18 метров. После войны при расчистке Севастопольской бухты корпус корабля был взорван. Предположительные координаты места затопления 44°37.417′N 33°30.600′E.

## Командиры корабля
Командирами линейного корабля «Три Святителя» в разное время служили:
- капитан 2-го ранга, а с 6 (18) декабря 1840 года капитан 1-го ранга Ф. М. Новосильский (1839—1848 годы)[12];
- капитан 1-го ранга К. С. Кутров (1850—1854 годы)[13].